# Wahlenbergia pilosa
Wahlenbergia pilosa är en klockväxtart som beskrevs av Heinrich Wilhelm Buek. Wahlenbergia pilosa ingår i släktet Wahlenbergia och familjen klockväxter. Inga underarter finns listade i Catalogue of Life.